# Sathroptera flavipes
Sathroptera flavipes är en tvåvingeart som beskrevs av Kertesz 1914. Sathroptera flavipes ingår i släktet Sathroptera och familjen vapenflugor. Inga underarter finns listade i Catalogue of Life.